# Conzano
Conzano é uma comuna italiana da região do Piemonte, província de Alexandria, com cerca de 1.005 habitantes. Estende-se por uma área de 11 km², tendo uma densidade populacional de 91 hab/km². Faz fronteira com Camagna Monferrato, Casale Monferrato, Lu, Occimiano.

## Demografia
| Variação demográfica do município entre 1861 e 2011                               |
|                                                                                   |
| Fonte: Istituto Nazionale di Statistica (ISTAT) - Elaboração gráfica da Wikipedia |